# منگانیت لانتان
منگانیت لانتانیم یک ترکیب غیر آلی با فرمول LaMnO3 است که اغلب به اختصار LMO نامیده می‌شود.منگنات لانتانیم (LaMnO3) از جمله ساختارهای پروسکایتی است که ویژگی های الکتریکی، مغناطیسی و کاتالیستی از خود نشان می دهد. رسانایی الکتریکی این ترکیب در دمای 800°برابر با 83 (σ(S·Cm-1 می باشد.

## ساختار
منگانیت لانتانیم در ساختار پروسکایت تشکیل شده‌است که متشکل از اکتاهدرال‌های اکسیژن با یک اتم منگنز مرکزی است. ساختار پروسکایت مکعبی توسط یک اعوجاج شدید اکتاهدرال اکسیژن توسط ژان- تلر به یک ساختار اورتورومبیک تبدیل می‌شود.
LaMnO3 غالباً جای خالی لانتانیم دارد که با پراکندگی نوترون مشهود است. به همین دلیل، این ماده معمولاً به عنوان LaMnO3+ẟ شناخته می‌شود. این‌جای خالی ساختاری با سلول واحد رمبوهدرال در پروسکایت ایجاد می‌کند. دمای زیر ۱۴۰ درجه کلوین، نیمه رسانای LaMnO3+ẟ دارای نظم فرومغناطیسی است.

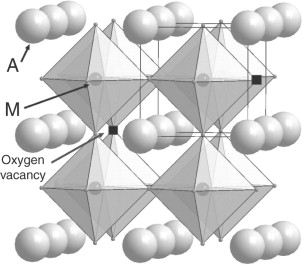
ساختار LMO

## سنتز
منگانیت لانتانیم را می‌توان از طریق واکنشهای حالت جامد در دمای بالا، با استفاده از اکسیدها یا کربناتهای آنها تهیه کرد. یک روش جایگزین استفاده از نیترات لانتانیم و نیترات منگنز به عنوان مواد اولیه است. این واکنش در دمای بالا پس از بخار شدن حلال‌ها رخ می‌دهد.
در برخی موارد برای تولید منگانات لانتانیم از فرایند پچینی نیز استفاده می شود که روشی بر مبنای روش سل-ژل می باشد.

## آلیاژهای منگانیت لانتانیم
منگانیت لانتانیم یک عایق الکتریکی و یک آنتی فرومغناطیس نوع A است. منگانیت لانتانیم یک عایق الکتریکی و یک آنتی فرومغناطیس نوع A است. این ترکیب اصلی چند آلیاژ مهم است که غالباً منگانیت‌های قلیایی خاکی یا اکسیدهای مقاومت مغناطیسی عظیم نامیده می‌شوند. این خانواده‌ها شامل لانتانیم استرانسیوم منگانیت، لانتانیم کلسیم منگانیت و غیره هستند.
در منگانیت لانتانیم، La و Mn هر دو در حالت اکسیداسیون ۳+ قرار دارند. در منگانیت لانتانیم، La و Mn هر دو در حالت اکسیداسیون ۳+ قرار دارند. جایگزینی برخی از اتم‌های La با اتم‌های دو ظرفیتی مانند Sr یا Ca مقدار مشابهی از یون‌های چهار ظرفیتی Mn4+ را القا می‌کند. جایگزینی یا دوپ کردن می‌تواند اثرات الکترونیکی مختلفی ایجاد کند که اساس پدیده‌های پیچیده و گران بهای همبستگی الکترون است که نمودارهای متنوعی از فاز الکترونیکی را در این آلیاژها ایجاد می‌کند.

## کاربردها
از منگانیت لانتانیوم هم به تنهایی و هم با دوپ کردن عناصر دیگر در این ساختار در موارد مختلفی استفاده می شود.
با دوپ کردن روتنیوم در این ساختار به عنوان یک کاتالیزور و ماده فتوکاتالیستی برای تولید اکسیژن از اب استفاده می شود. منگانیت های لانتانیوم از جمله منگانیت استرانسیوم لانتانیوم به دلیل هدایت الکتریکی بالا ، فعالیت الکتروشیمیایی بالا ، پایداری حرارتی بالا و سازگاری با الکترولیت های YSZ ، GDC و LSGM در شرایط عملیاتی استاندارد به عنوان کاتد در پیل های سوختی اکسید جامد(SOFC) دارند.